# Monarchia absolutna

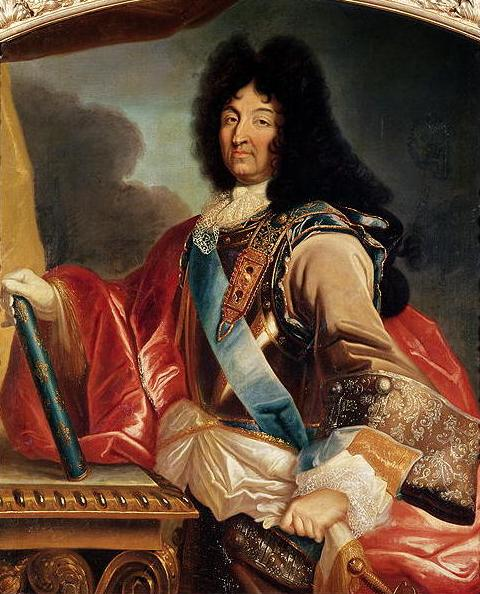
Portret Ludwika XIV

Monarchia absolutna – forma rządów, w której monarcha skupia całość władzy państwowej, tj. wykonuje funkcje władzy ustawodawczej, wykonawczej i władzę sądowniczej. Znaczy to, że w absolutyzmie władza królewska jest władzą niezależną od jakiegokolwiek innego organu. W zakresie władzy ustawodawczej władca jest najwyższym prawodawcą, więc może samodzielnie wydawać akty normatywne. W zakresie władzy wykonawczej zarządza państwem i może wydawać decyzje administracyjne (akty administracyjne indywidualne i konkretne). W zakresie władzy sądowniczej jest najwyższym sędzią, mogącym samodzielnie wydawać orzeczenia sądowe i stosować prawo łaski. 
W Europie kształtowanie się absolutyzmu związane jest z epoką nowożytną, pojawieniem się silnych, scentralizowanych państw narodowych, co doprowadziło do ograniczenia feudalnych przywilejów stanowych, przede wszystkim takich, które zapewniały stanom udział w sprawowaniu władzy, a zatem ograniczały władzę monarszą. Stopniowy proces umacniania władzy monarszej rozpoczął się w XIV w. wraz z upadkiem autorytetu papieża i cesarza, wzmocnieniem suwerenności zewnętrznej władców, a nasilił od wieku XVI.
Można więc, szczególnie na przykładzie Królestwa Francji, mówić o stopniowym umacnianiu się władzy monarszej, zmierzającej w kierunku absolutyzmu, tj. dzięki:
- przemianom społecznym i gospodarczym, w tym rozwojowi wymiany handlowej i produkcji manufakturowej, która przynosiła dochody monarchii
- wzrostowi znaczenia mieszczaństwa, potrzebującego silnej władzy publicznej, która jednocześnie dzięki udzielanym pożyczkom umocniła pozycję finansową monarchy
- złamaniu pozycji możnowładztwa, które stało się zależne od woli króla
- osłabieniu pozycji politycznej szlachty z ugruntowaniem się uprawnienia króla do nadawania szlachectwa
- sojuszowi ołtarza i tronu, który był opłacalny dla elity kościoła katolickiego, uzyskującej monopol na władzę w sferze duchowej, usuwającej konkurencyjne porządki na polach wiary, rytuałów, wspólnot i duchowości, przez co było możliwe wspólne tępienie heretyków przez państwo i kościół jako wrogów kościoła i królestwa
- rozwojowi nauki prawa (legista), recepcji prawa rzymskiego, ustaleniu pojęcia "korony królestwa", "państwa" i uznaniu jego publicznego charakteru, w oparciu również o tzw. teorię statutową, gdzie pod pojęciem "statutu królestwa" rozumiano zbiór reguł ustrojowych
- zniesieniu wolnej elekcji, wprowadzeniu zasady desygnowania następcy i dziedziczności tronu w linii męskiej
- ustaleniu zasady regencji zamiast bezkrólewia, wprowadzenie zasady desygnowania następcy tronu (delfina) i dziedziczności tronu w linii męskiej (prawo salickie)
- przyjęciu zasady niepozbywalności i niepodzielności domeny królewskiej
- uznaniu suwerenności króla francuskiego wobec cesarza i papieża, co wiązało się ze wzrostem autorytetu monarchii francuskiej na arenie międzynarodowej
- przyjęciu zasady, iż król był zwierzchnikiem lennym wobec lokalnych możnowładców i wykorzystanie zasad prawa lennego do wzmocnienia pozycji suwerena odbierającego lenna za felonię i włączającego zabierane ziemie do domeny (odmiennie niż to stało się w Niemczech)
- powiększeniu domeny królewskiej
- swobodnemu obracaniu lennami, dzięki czemu nie doszło do powstania wielkich latyfundiów magnackich
- uznaniu króla za źródło pokoju, który był uprawniony do zwalczania anarchii i prywatnych wojen
- rozszerzeniu władzy ustawodawczej monarchy, który mógł samodzielnie wydawać akty normatywne, zmieniające reguły prawa zwyczajowego z pominięciem zgromadzeń stanowych
- rozrostowi sądownictwa królewskiego, dzięki czemu król stał się najwyższym sędzią, rozstrzygającym spory feudalnych wasali i seniorów. Rozszerzono zakres tzw. spraw królewskich poddanych sądownictwu monarszemu. Ograniczono właściwość sądów stanowych, wedle zasady "wyprzedzania" i upowszechnieniu instytucji apelacji. Tym sposobem sądy królewskie wkraczały we właściwość sądów stanowych, a król był najwyższym sędzią, który samodzielnie mógł wydawać wyroki sądowe, mianować sędziów, stosować prawo łaski, organizować system sądownictwa i wymiaru sprawiedliwości
- uznaniu kompetencji króla w zakresie tworzenia urzędów komisarycznych, w tym powiązanych z uzyskaniem szlachectwa, a tym samym uniezależnienie monarchii od skostniałej struktury urzędów ziemskich, będących w ręku lokalnych elit szlacheckich
- wprowadzeniu stałych podatków (recesów, aide royale / taile royale)
- upowszechnieniu wojska zaciężnego zamiast pospolitego ruszenia
- wyparciu Anglików z ziem francuskich, dzięki czemu nastąpił rozwój świadomości narodowej.

Wiek XVII doprowadził do powstania klasycznej formy absolutyzmu we Francji, szczególnie za panowania Ludwika XIV. Jemu to przypisuje się słowa „państwo to ja”. Co godne podkreślenia: europejskie państwa absolutystyczne pozostawały państwami feudalnymi, czyli absolutyzm nie kwestionował podstaw ustroju feudalnego. Nastąpiła koncentracja władzy politycznej w rękach monarchy, powodująca ograniczenie wpływów arystokracji i szlachty, a zarazem tłumienie aspiracji politycznych mieszczaństwa.
Do cech absolutyzmu klasycznego, takiego jaki ukształtował się w monarchii francuskiej zaliczyć można:
- centralizm – władza skupiona w rękach króla
- biurokratyzm – rozbudowany aparat administracyjny
- etatyzm - prowadzenie polityki gospodarczej wedle założeń merkantylizmu
- militaryzm – tworzenie zawodowej armii
- ekspansjonizm – powiększanie terytorium państwa kosztem sąsiadów[2]

W XVIII w., w epoce oświecenia, absolutyzm zyskał odmienną ideologię, zgodnie z którą władca miał być pierwszym urzędnikiem nowoczesnego, scentralizowanego państwa i jego zadaniem było przeprowadzanie odgórnych reform modernizujących państwo, społeczeństwo i gospodarkę, za pomocą rozbudowanego aparatu biurokratycznego. Taką postać absolutyzmu nazywamy absolutyzmem oświeconym. Ta forma absolutyzmu wyraźne formy przybrała w Królestwie Prus za panowania Fryderyka Wielkiego i w Austrii pod rządami Józefa II.
W XIX wieku monarchie takie jak Prusy, Austria i Królestwo Obojga Sycylii ewoluowały z absolutyzmu oświeconego w stronę postabsolutnego państwa policyjnego. W Imperium Osmańskim i Rosji  monarchia absolutna przetrwała do początków XX wieku i upadła w związku z I wojną światową. W przypadku Rosji carskiej samodzierżawie zbliżało absolutyzm do despotyzmu, gdyż car pozostawał panem życia i śmierci swoich poddanych.
W niektórych państwach (jak Rzeczpospolita Obojga Narodów) absolutystyczny system rządów się nie ukształtował, a co więcej, budził stałe, poważne obawy społeczeństwa (zob. absolutum dominium, neminem captivabimus). W innych, jak Szwecja i Anglia trwała walka między stronnikami monarchy a zwolennikami udziału społeczeństwa w rządach, co prowadziło do czasowego umocnienia władzy monarszej na tyle, że można było mówić o monarszym absolutyzmie, jak w przypadku Henryka VIII Tudora oraz Elżbiety I.
Różnica między monarchią absolutną a despotyczną polega według Monteskiusza na tym, że w monarchii absolutnej istnieje prawo, podczas gdy władza monarchy despotycznego nie jest niczym ograniczona.

## Suwerenność monarsza
Władca był uważany za suwerena - tj. osobę, która sprawuje najwyższą władzę na terytorium państwa, w którym panuje. Suwerenność ta miała aspekt zewnętrzny oraz wewnętrzny. W przypadku Królestwa Francji aspekt zewnętrzny odnosił się do niezależności od papieża i cesarza. Aspekt wewnętrzny wiązał się z niezależnością od panów feudalnych i niższych władców terytorialnych, tj. lenników, dzierżących lenna przynależne do Królestwa Francji, jak również możliwością niwelowania terytorialnych partykularyzmów prawnych - odrębności prawnych poszczególnych ziem wchodzących w skład Królestwa.

## Formalne i faktyczne ograniczenia władzy monarszej
Do formalnych ograniczeń władzy monarszej można zaliczyć prawa boskie i prawa naturalne. Władca nie mógł bowiem postępować niezgodnie z prawami boskimi i sprzeciwić się naturze. W przypadku Królestwa Francji formalnymi ograniczeniami były prawa fundamentalne.
W systemie absolutystycznym monarcha owszem skupiał w swoim ręku całość władzy, ale z oczywistych względów wyznaczał swoich przedstawicieli do poszczególnych ośrodków władzy, osobiście zajmując się tylko sprawami najwyższej wagi oraz utrzymaniem stanu, w którym nie dochodzi do konfliktu interesów żadnych z podległych mu ośrodków władzy, np. dworu, centralnych urzędów, sądów, armii. Z tym też wiązały się faktyczne ograniczenia klasycznego absolutyzmu. Wynikały one z pozycji członków dynastii, osób na dworze monarszym, ale także poziomu rozwoju techniki. Wskutek trudności komunikacyjnych, rozkazy monarsze przewożone konno, w długim czasie i z trudnościami docierały do miejscowości na terenie państwa. W zacofanym, pogrążonym w feudalizmie społeczeństwie, wśród samowoli szlachty i pańszczyźnianego chłopstwa łatwiej było sabotować nakazy królewskie. Poza tym urzędnicy królewscy byli niewykształceni, niefachowi, słabo opłacani, podatni na korupcję i w dodatku nie znali warunków miejscowych, w których przyszło im pracować. Odgórnie zaś zmieniając, podług map, podział terytorialny państwa, lokalizowano siedziby urzędów w miastach, które nie miały warunków lokalowych i odpowiedniej infrastruktury.

## Uzasadnienie doktrynalne

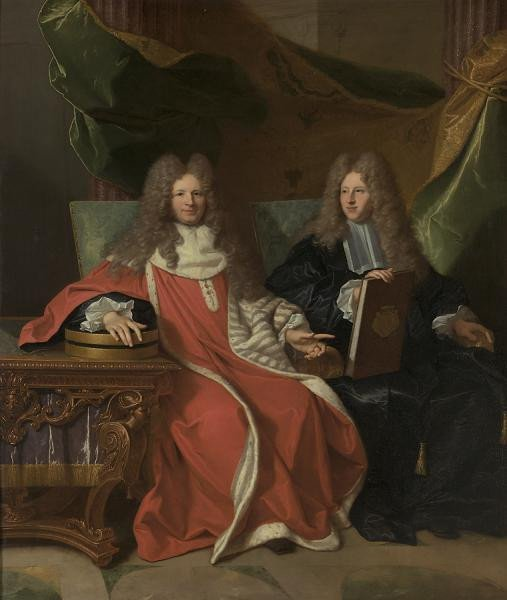
Cardin Le Bret (1558–1655) jeden z teoretyków absolutyzmu z ojcem

Absolutyzm monarszy uzasadniano na różne sposoby, w korzystając z uzasadnienia deigracjalnego, utylitarnego oraz sięgając do teorii boskiego prawa królów na gruncie teologicznym. Jednymi z najbardziej znanych ideologów absolutyzmu byli: Jean Bodin, Jacques-Bénigne Bossuet i Armand Jean Richelieu.
Koncepcja boskiego prawa królów była szczególnie popularna w Anglii i Szkocji w okresie rządów Stuartów. Jej przedstawicielem był między innymi Robert Filmer, autor traktatu Patriarcha (1680). Jego argumentacja odnosiła się do historii biblijnej postrzeganej w tym wypadku jako uniwersalna prahistoria ludzkości. Zasadzała się na teorii, że monarcha panuje nad poddanymi tak jak biblijny Adam, będący głową ludzkiego rodu, który sprawował władzę z boskiego nadania nad swoim potomstwem jako pierwszy ojciec. Władza monarsza wywodzi się więc z władzy ojcowskiej, a monarcha pełni wobec swojego ludu taką rolę, jak ojciec wobec rodziny. Pozycję monarchy legitymizuje wyznaczony przez Stwórcę patriarchalny model rodziny oraz pochodzenie władzy królewskiej od Adama - praojca. Teoria Filmera została skrytykowana i uznana za nielogiczną przez liberała Johna Locke'a. Uznał on, że w takim razie w Anglii powinno być tylu królów ilu jest mężczyzn, będących głowami swoich rodzin.
Teologiczne podstawy świeckich rządów miały legitymować także cesarza rzymskiego, cesarza Chin, cesarza Japonii i króla Tajlandii. Koncepcje teologiczne dominowały także w Cesarstwie Bizantyńskim i od XV wieku również w Carstwie Rosyjskim.
Deigracjalne uzasadnienie władzy monarszej polegało na uznaniu boskiego pochodzenia władzy monarszej, a zatem zamach na władzę króla był nie tylko czynem zabronionym przez prawo świeckie, ale narażał sprawcę,  popełniającego grzech śmiertelny, na potępienie przez Stwórcę. Utylitarne uzasadnienie władzy monarszej akcentowało przydatność i użyteczność władzy monarchy, który dba o dobro poddanych.

## Współczesne monarchie absolutne
W XXI wieku absolutyzm występuje w następujących państwach: Brunei, Katar, Oman, Arabia Saudyjska, Eswatini (dawniej Suazi), poszczególnych emiratach tworzących ZEA oraz w Watykanie.
Będą to więc:
- Arabia Saudyjska,
- Brunei,
- Eswatini,
- Katar,
- Oman,
- Watykan.

W niektórych krajach władzę absolutną nadaje władcy konstytucja. Taki ustrój posiadają:
- Jordania[potrzebny przypis],
- Maroko[potrzebny przypis].

### Arabia Saudyjska
W Arabii Saudyjskiej nie ma konstytucji pisanej, ustrój państwa opiera się na szariacie i kilku aktach prawnych – m.in. Dekrecie o utworzeniu królestwa Arabii Saudyjskiej z 1932 roku. Król powołuje rząd, na czele którego stoi. Jest dowódcą sił zbrojnych. Rząd przygotowuje projekty ustaw i na bieżąco administruje państwem. Przy królu funkcjonuje rada konsultacyjna – organ doradczy, który składa się głównie z męskich członków rodu królewskiego.

### Watykan
Watykan jest monarchią teokratyczną i absolutystyczną. Wybory (elekcja) władcy odbywają się w ramach konklawe (łac. cum clave – pod kluczem). Elektorami papieskimi są kardynałowie, ci którzy nie ukończyli w dniu wakansu papieskiego 80. roku życia. W I połowie XXI wieku kardynałów elektorów było około 120.
Papież jest zatem:
- biskupem Rzymu,
- prymasem Włoch,
- suwerenem państwa-miasta watykańskiego,
- głową Kościoła katolickiego.